# توماس ك. كامبل
توماس ك. كامبل (بالإنجليزية: Thomas C. Campbell)‏ هو محامي وسياسي أمريكي، ولد في 25 أبريل 1845، وتوفي في 4 يناير 1904. حزبياً، نشط في الحزب الجمهوري.